# Трёмер, Иоганн Христиан
Иоганн Христиан Трёмер (нем. Johann Christian Trömer, также именовал себя Jean Chrétien Toucement,  1696 (или 1697), Дрезден, курфюршество Саксония — 1 мая 1756, Дрезден, курфюршество Саксония) — немецкий поэт, писавший стихи на макароническом «немецко-французском» языке.

## Биография
Был сыном француза и немки, называл себя «германо-французом». Был учеником в книжной лавке в Дрездене, актёром в придворном театре, а с конца 1720-х годов стал издавать стихи, посвящённые, в основном, различным событиям при дворе саксонского курфюрста. Он писал их на «германо-французском языке» — смеси ломаного немецкого языка с французскими словами — и утверждал, что его друзьям «нравятся такие стихи, особенно когда их читают с акцентом, какой бывает у француза, плохо говорящего по-немецки».
Бывал в Вене, Вроцлаве (Бреслау), Париже, а в 1733 году оказался в Гданьске (Данциг), который в 1734 году во время войны за «польское наследство» осаждали российские войска под командованием фельдмаршала Миниха. После капитуляции гарнизона Данцига Трёмер обратился к Миниху со стихотворным посланием, за которое Миних наградил его кошельком с золотом. Трёмер стал при Минихе кем-то вроде шута и осенью 1734 года вместе с ним прибыл в Санкт-Петербург.
Трёмер прожил в Петербурге больше года и, когда в конце 1735 года начал собираться в обратный путь на родину, то написал на «германо-французском языке» поэму «Прощание германо-француза со всеми многочисленными диковинами, которые можно видеть в Петербурге». Это была первая поэма о Санкт-Петербурге. Она была издана в декабре 1735 года отдельной книгой в типографии петербургской Академии наук. Вместе с поэмой в этой книге было напечатано послание Трёмера к императрице Анне Иоанновне и к петербургским знакомым, описание Петергофа, а также шуточные стихи о неудачном плавании автора по Финскому заливу. В книге также помещена небольшая гравюра с изображением путешественника, выезжающего на санях из города со словами: «Прощай, Санкт-Петербург» (Adieu St.-Petersbourg). Затем поэма Тремера была переиздана в Лейпциге.
В 1736 году в Дрездене был издан сборник стихов Трёмера, включая автобиографическую поэму «Весёлое жизнеописание и хитроумные приключения германо-француза на белом свете» (Ein lustigk Leben-Lauff und artigk Avanture, die ehne Deusch-Franposs aht in der Welt passir). Дальнейшую жизнь Трёмер провел в родном Дрездене, где был надзирателем за благоустройством улиц и почтовым комиссаром. Он продолжал издавать свои стихи, но все реже. Его смерть была отмечена лишь краткой заметкой в дрезденской хронике.